# Music and Me (Michael Jackson)
Music and Me è un singolo del cantante statunitense Michael Jackson pubblicato nel 1973, il terzo estratto dall'album Music & Me.

## Classifiche
| Classifica (1973) | Posizione massima |
| ----------------- | ----------------- |
| Paesi Bassi       | 34                |
| Turchia           | 49                |

## Accrediti
- Voce principale e cori Michael Jackson
- Cori aggiuntivi di cantanti vari
- Orchestrazione di vari musicisti di Los Angeles
- Altri cori di Marlon Jackson e Jackie Jackson.